# Maria Elisabeth von Wagensberg
Maria Elisabeth von Wagensberg, född 1599, död 1681, var en österrikisk hovfunktionär. Hon var överhovmästarinna hos kejsarinnan Eleonora Magdalena av Mantua mellan 1651 och 1672. Hon är känd för sin att genom sitt inflytande vid hovet gynna supplikanters karriärer. 
Hon var dotter till friherre Bernhardin von Herberstein och Margarita di Valmarana: hennes mor hade varit hovfröken 1596-98 och överhovmästarinna 1637-1644.  
Genom sitt inflytande vid hovet kunde Maria Elisabeth von Wagensberg få grevarna Kollonitsch, sin bror Herberstein, sin styvson Wagensberg och, 1651, sin svärson Sarau utnämnda till medlemmar i rådet. Hennes inflytande var känt och kommenterades av samtiden. Att kvinnliga hovfunktionärer försökte använda sig av sin tjänst på detta sätt var inte ovanligt, även om inte alla lyckades få supplikanter utnämnda till just politiska poster som i detta fall. Maximiliana von Scherffenberg (1608-1661), hovmästarinna 1651-1660, lyckades till exempel få sin bror utnämnd till hovstallmästare 1655.